# Sabines poederdonsklauwier
De Sabines poederdonsklauwier (Dryoscopus sabini) is een zangvogel uit de familie Malaconotidae (bosklauwieren). Deze vogel is genoemd naar zijn ontdekker, de Schotse wetenschapper en ornitholoog Edward Sabine.

## Verspreiding en leefgebied
Deze soort komt voor in westelijk en centraal Afrika en telt twee ondersoorten:
- D. s. sabini: van Sierra Leone tot zuidelijk Nigeria.
- D. s. melanoleucus: van Kameroen tot Congo-Kinshasa en Angola.

## Status
De grootte van de populatie is niet gekwantificeerd maar de soort wordt omschreven als schaars tot plaatselijk algemeen. Op de Rode lijst van de IUCN heeft deze soort de status niet bedreigd.